# Platyplectrum ornatum
Platyplectrum ornatum е вид земноводно от семейство Myobatrachidae.

## Разпространение
Видът е разпространен в Австралия.